# I. A třída Jihočeského kraje
I. A třída Jihočeského kraje patří společně s ostatními prvními A třídami mezi šesté nejvyšší fotbalové soutěže v Česku. Je řízena Jihočeským fotbalovým svazem a rozdělena na skupiny A a B. Hraje se každý rok od léta do jara se zimní přestávkou. Účastní se ji v každé skupině 14 týmů z oblasti Jihočeského kraje, každý s každým hraje jednou na domácím hřišti a jednou na hřišti soupeře. Celkem se tedy hraje 26 kol. Vítězem se stává tým s nejvyšším počtem bodů v tabulce a postupuje do jihočeského přeboru. Poslední dva týmy sestupují do I. B třídy – skupiny A, B, C, nebo D. Do Jihočeské I. A třídy vždy postupují vítězové skupin I. B třídy (A, B, C, D).

## Vítězové

### 1. A třída skupina A
| Ročník    | Vítězný tým                                                     |
| --------- | --------------------------------------------------------------- |
| 2003/2004 | FC Bavorovice                                                   |
| 2004/2005 | TJ Sokol Čížová                                                 |
| 2005/2006 | FK Tatran Prachatice „B“                                        |
| 2006/2007 | FK Lažiště                                                      |
| 2007/2008 | SK Otava Katovice                                               |
| 2008/2009 | FC Písek „B“                                                    |
| 2009/2010 | FK Lažiště                                                      |
| 2010/2011 | FK Vodňany                                                      |
| 2011/2012 | TJ Osek                                                         |
| 2012/2013 | SK Siko Čimelice                                                |
| 2013/2014 | TJ Sokol Želeč                                                  |
| 2014/2015 | SK Otava Katovice                                               |
| 2015/2016 | FK Protivín                                                     |
| 2016/2017 | TJ Dražice                                                      |
| 2017/2018 | FC Mariner Bavorovice                                           |
| 2018/2019 | FK Lažiště                                                      |
| 2019/2020 | Nedohráno z důvodu pandemie covidu-19                           |
| 2020/2021 | TJ Spartak Trhové Sviny – Nedohráno z důvodu pandemie covidu-19 |
| 2021/2022 | TJ Spartak Trhové Sviny                                         |
| 2022/2023 | TJ Roudné                                                       |
| 2023/2024 | TJ Blaník Strunkovice nad Blanicí                               |

### 1. A třída skupina B
| Ročník    | Vítězný tým                                       |
| --------- | ------------------------------------------------- |
| 2003/2004 | FK Týn nad Vltavou                                |
| 2004/2005 | FC Bechyně                                        |
| 2005/2006 | FK Olešník                                        |
| 2006/2007 | FK Olešník                                        |
| 2007/2008 | FK Spartak Soběslav                               |
| 2008/2009 | FK Jindřichův Hradec 1910                         |
| 2009/2010 | Lokomotiva Veselí nad Lužnicí                     |
| 2010/2011 | FK Spartak Soběslav                               |
| 2011/2012 | TJ Centropen Dačice                               |
| 2012/2013 | FC Mariner Bavorovice                             |
| 2013/2014 | FK Spartak Kaplice                                |
| 2014/2015 | TJ Sokol Planá nad Lužnicí                        |
| 2015/2016 | SK Ševětín                                        |
| 2016/2017 | TJ Nová Včelnice                                  |
| 2017/2018 | Sokol Lom                                         |
| 2018/2019 | TJ Sokol Sezimovo Ústí                            |
| 2019/2020 | Nedohráno z důvodu pandemie covidu-19             |
| 2020/2021 | FC Chýmov – Nedohráno z důvodu pandemie covidu-19 |
| 2021/2022 | TJ Hluboká nad Vltavou                            |
| 2022/2023 | FK Sokol Třebětice                                |
| 2023/2024 |                                                   |